# Sirakovo
Sirakovo es un pueblo ubicado en el municipio de Veliko Gradište, en el distrito de Braničevo, Serbia.

## Superficie
Posee una superficie de 19,38 kilómetros cuadrados.

## Demografía
Hasta 2011 la población era de 604 habitantes, con una densidad de población de 31,17 habitantes por kilómetro cuadrado.